# The Commitments
The Commitments è un film del 1991 diretto da Alan Parker, tratto dal romanzo del 1987 I Commitments di Roddy Doyle.

## Trama
Jimmy Rabbitte, giovane della classe operaia di Dublino, figlio d'un fanatico di Elvis, s'improvvisa manager del gruppo musicale "EEE" ("Vi ci vorrebbe una E" suggerisce sarcasticamente) composto dal bassista Derek, dal chitarrista "Outspan", entrambi amici di Jimmy, e da un cantante/tastierista che Jimmy detesta. A un matrimonio sente la bellissima voce d'un invitato, un controllore d'autobus di nome Declan "Deco" Cuffe, che si rivela particolarmente dotato. Jimmy decide che il gruppo suoni musica soul e, liquidato il cantante degli "EEE", inizia la ricerca di nuovi membri, improvvisando un'audizione in casa, che straborda d'aspiranti artisti; tra loro, si presenta un misterioso Joey "Labbra" Fagan, che afferma d'avere suonato coi più grandi della musica. Nonostante non riesca mai a provare la veridicità delle sue collaborazioni, nessuno riesce a trovare controprove, ed è lui a dare il nome "The Commitments" al gruppo. A loro s'uniscono il sassofonista Dean, il batterista Billy, il pianista Stephen e tre piacenti e dotate coriste, Bernie, Nathalie e Imelda. In occasione del primo concerto s'unisce a loro una "guardia del corpo", un certo Mickah Wallace, un pazzoide sempre in cerca di rissa.
I rapporti tra i membri del gruppo si rivelano contraddittori fin dall'inizio, tra simpatie e rivalità. È il caso di Billy e Deco, che non perdono occasione per lanciarsi frecciate; ad alimentare ciò s'aggiungono le scontrosità dei loro caratteri: Billy, per sua stessa ammissione, è in libertà vigilata dopo una rissa e Deco, oltre a dimostrarsi volgare e sboccato, non riscuote grandi simpatie, date le sue manie di protagonismo. Dopo i successi iniziali, la tensione tra i membri del gruppo sale sempre più, alimentata dalle loro gelosie e animosità, di pari passo alla fama raggiunta. Billy abbandona il gruppo e viene sostituito proprio da Mickah, le cui doti combattive si rivelano decisive in più occasioni, Joey "Labbra" ha doti di "stallone" che riversa sulle coriste innescando tra loro una gelosia fino ad allora inesistente o forse abilmente celata, Dean mostra troppo spesso il suo amore per il jazz contravvenendo alle regole di Jimmy che vuole il gruppo "a dieta stretta di soul" e, infine, Deco mostra insofferenza verso il gruppo e sembra volere intraprendere una carriera solista.
La promessa di Labbra di fare suonare il gruppo insieme a Wilson Pickett, promessa non mantenuta, (successivamente si scopre che questi arriva dopo l'esibizione) è la scintilla che scatena una rissa e il conseguente scioglimento del gruppo, proprio quando sta iniziando l'interesse della stampa e d'un discografico al gruppo. Jimmy s'allontana rabbioso e deluso nella notte, mentre i membri del gruppo continuano la lite nel locale. Nel finale si scopre ciò che il destino ha riservato loro: Derek e "Outspan" finiscono musicisti di strada, Billy, dopo avere preso un calcio in testa da un cavallo, non è più sano di mente, Stephen diventa medico, Imelda sposa il gelosissimo fidanzato... Qualcuno però riesce a ottenere successo: Dean s'afferma nel campo del jazz, Bernie e Mickah sono cantanti solisti (la prima in un gruppo country, il secondo in un gruppo hard rock) infine sia Nathalie (per cui alla fine Jimmy lascia intendere di aver avuto un debole) che Deco incidono dischi, con Deco che ha mantenuto atteggiamenti da protagonista. Jimmy si concede un'ultima "intervista" a un interlocutore immaginario, tra le tante nel film, accostando la sua esperienza ai primi versi della celebre canzone A Whiter Shade of Pale dei Procol Harum, oscuri e privi di senso come la vita stessa.

## Produzione
Il film venne girato nel 1991, diretto da Alan Parker e con un cast composto da Andrew Strong, nella parte di Deco, Robert Arkins, Michael Aherne, Angeline Ball, Maria Doyle Kennedy, Bronagh Gallagher, Johnny Murphy e molti altri. Gli attori erano tutti quasi sconosciuti prima del film, e vennero scelti tutti per via delle loro capacità musicali. La maggior parte degli attori, dopo questo film, ha lasciato la carriera della recitazione per dedicarsi alla musica.

## Distribuzione
Il film è stato distribuito negli Stati Uniti d'America il 14 agosto 1991 in versione limitata e il 13 settembre in quella estesa; in Francia il 28 agosto con il nome Les Commitments; nella Svizzera francese il 4 settembre; in Spagna il 13 settembre; in Australia il 19 settembre; in Regno Unito e Irlanda il 4 ottobre; in Argentina (Camino a la fama) e in Germania (Die Commitments) il 17 ottobre; nella Svizzera tedesca e in Svezia il 18 ottobre; in Danimarca il 25 ottobre come The Commitments; in Finlandia il 1º novembre come The Commitments; in Portogallo l'8 novembre come Os Commitments; in Turchia il 13 dicembre come Gençlik atesi; in Giappone il 21 dicembre; nei Paesi Bassi il 14 febbraio 1992; in Uruguay il 26 settembre come Camino a la fama.

### Censura
Nonostante il carattere farsesco, per il linguaggio e alcune situazioni, il film ha avuto della censura più o meno severa. Vietato ai minori di 13 anni in Argentina; valutato con la lettera M (Recommended for mature audiences) in Australia, ovvero sconsigliato ai minori di 15 anni; vietato ai minori di 8 in Finlandia; 12 in Germania e Portogallo; in Perù ai minori di 14; in Spagna ai minori di 13; in Svezia ai minori di 11; in Regno Unito ai minori di anni 15. In Canada e a Singapore è stato classificato come PG: questo significa che la visione da parte dei bambini è concessa solo se accompagnati da un adulto; negli Stati Uniti d'America invece la Motion Picture Association of America (MPAA) ha valutato il film R (restricted) ovvero vietato ai minori di 17 anni non accompagnati dai genitori.

## Colonna sonora

### The Commitments

#### Tracce
1. Mustang Sally – 4:02 (Mack Rice) – Sir Mack Rice
2. Take Me To The River – 3:36 (Al Green, Mabon "Teenie" Hodges) – Al Green
3. Chain of Fools – 2:58 (Don Covay) – Aretha Franklin
4. The Dark End Of The Street – 2:34 (Dan Penn, Chips Moman) – James Carr
5. Destination Anywhere (Niamh Kavanagh) – 3:08 (Nickolas Ashford, Valerie Simpson) – The Marvelettes
6. I Can't Stand the Rain – 3:12 (Ann Peebles, Don Bryant, Bernard "Bernie" Miller) – Ann Peebles
7. Try a Little Tenderness – 4:31 (Jimmy Campbell and Reg Connelly, Harry M. Woods) – Ray Noble's Orchestra
8. Treat Her Right – 3:35 (Roy Head and the Traits) – Roy Head
9. Do Right Woman, Do Right Man (Niamh Kavanagh) – 3:15 (Penn, Moman) – Aretha Franklin
10. Mr. Pitiful – 2:07 (Otis Redding, Steve Cropper) – Otis Redding
11. I Never Loved A Man – 3:09 (Ronny Shannon) – Aretha Franklin
12. In the Midnight Hour – 2:21 (Wilson Pickett, Steve Cropper) – Wilson Pickett
13. Bye Bye Baby – 3:21 (Mary Wells) – Mary Wells
14. Slip Away – 4:27 (William Armstrong, Marcus Daniel, Wilbur Terrell) – Clarence Carter

#### Classifiche
| Classifica (1991) | Posizione massima |
| ----------------- | ----------------- |
| Australia         | 2                 |
| Austria           | 12                |
| Norvegia          | 3                 |
| Nuova Zelanda     | 1                 |
| Regno Unito       | 4                 |
| Stati Uniti       | 8                 |
| Svezia            | 17                |
| Svizzera          | 6                 |

### The Commitments Vol. 2

#### Tracce
1. Hard To Handle – 2:23 (Allen Jones, Al Bell, Otis Redding) – Otis Redding
2. Grits Ain't Groceries – 3:44 (Titus Turner) – Little Milton
3. I Thank You – 3:40 (Isaac Hayes, David Porter) – Sam & Dave
4. That's The Way Love Is – 4:08 (Norman Whitfield, Barrett Strong) – Marvin Gaye
5. Show Me – 2:56 (Joe Tex) – Joe Tex
6. Saved – 2:54 (Jerry Leiber and Mike Stoller) – LaVern Baker
7. Too Many Fish in the Sea – 2:45 (Norman Whitfield, Eddie Holland) – The Marvelettes
8. Fa-Fa-Fa-Fa-Fa (Sad Song) – 2:52 (Otis Redding, Steve Cropper) – Otis Redding
9. Land Of A Thousand Dances – 3:16 (Chris Kenner) – Wilson Pickett
10. Nowhere to Run – 3:39 (Holland–Dozier–Holland) – Martha and the Vandellas
11. Bring It On Home to Me – 3:41 (Sam Cooke) – Sam Cooke

#### Classifiche
| Classifica (1992) | Posizione massima |
| ----------------- | ----------------- |
| Australia         | 6                 |
| Austria           | 32                |
| Norvegia          | 11                |
| Nuova Zelanda     | 3                 |
| Regno Unito       | 13                |
| Stati Uniti       | 118               |
| Svezia            | 25                |
| Svizzera          | 15                |

## Riconoscimenti
Nel 1999 il British Film Institute l'ha inserito al 38º posto della lista dei migliori cento film britannici del XX secolo.
- 1991 - Tokyo International Film Festival
  - Premio per il miglior regista
- 1992 - Premio Oscar
  - Nomination Miglior montaggio a Gerry Hambling
- 1992 - Golden Globe
  - Nomination Miglior film commedia o musicale a Roger Randall-Cutler, Lynda Myles e Alan Parker
- 1992 - Premio BAFTA
  - Miglior film a Roger Randall-Cutler, Lynda Myles e Alan Parker
  - Miglior regia a Alan Parker
  - Migliore sceneggiatura non originale a Dick Clement, Ian La Frenais e Roddy Doyle
  - Miglior montaggio a Gerry Hambling
  - Nomination Miglior attore non protagonista a Andrew Strong
  - Nomination Miglior sonoro a Clive Winter, Eddy Joseph, Andy Nelson, Tom Perry e Steve Pederson

## Citazioni
All'inizio del film il protagonista Jimmy incontra in un autobus un ragazzino, al quale dà la videocassetta di Mississippi Burning - Le radici dell'odio titolo del film del 1988 dello stesso regista.